# A budapesti Verseny utca épületeinek listája
Az alábbi oldal a budapesti Verseny utca épületeinek listáját tartalmazza.

## 1-10.
| Kép | Házszám | Név                                        | Építés ideje      | Tervező         | Stílus                           | Megjegyzés |
| --- | ------- | ------------------------------------------ | ----------------- | --------------- | -------------------------------- | --- |
|     | 1.      | a Keleti pályaudvar északi oldala          | 19. sz. vége      |                 | ipari eklektika, MÁV típustervek | A hosszan elnyúló telken számos régi összefüggő és különálló raktárcsarnok áll.                                    |
|     | 2.      | bérház                                     | 1890 k. / 1895 k. |                 | historizáló–eklektikus           | |
|     | 3.      | Magyar Királyi Mozgóposta-hivatal Főnökség | 1868              |                 | historizáló–eklektikus           | A páratlan oldal utolsó telke. Napjainkban Pesti Levélcentrum néven üzemel. A telken áll egy másik postaépület is. |
|     | 4.      | Raschka-bérház                             | 1891              | Schüller István | historizáló–eklektikus           | |
|     | 6.      | Riffert-bérház                             | 1891–1892         | Schüller István | historizáló–eklektikus           | |
|     | 8.      | bérház                                     |                   |                 | historizáló–eklektikus           | |
|     | 10.     | Relle-bérház                               | 1899              |                 | historizáló–eklektikus           | 2014-ben a homlokzat felújításra került, de a díszek egy részét leszedték.                                         |

## 11-20.
| Kép | Házszám | Név                                                       | Építés ideje   | Tervező | Stílus                 | Megjegyzés |
| --- | ------- | --------------------------------------------------------- | -------------- | ------- | ---------------------- | --- |
|     | 12.     | Vámkicserélő Hivatal (díszeitől megfosztott homlokzattal) | 1900 k.        |         | historizáló–eklektikus | A házat 1928-ban Haller Jenő tervei alapján átépítették, a Jobbágy utca felé néző oldala részben háromemeletes. 2007 tavaszán költözött az épületbe a Hadtörténeti Intézet és Múzeum Központi Irattára. |
|     | 14.     | bérház                                                    | 1910 / 1910 k. |         | premodern              | A közelmúltban felújításra került. Az épületben működik a Magyar Postagalamb Sportszövetség. |
|     | 16.     | modern lakóház                                            | 2019/2022 k.   |         | modern                 | Helyén a Google kamera felvétele szerint egyemeletes, historizáló stílusú régi lakóház állt (Medek J. Vince, 1897–1898). Ezt 2011-ben bontották el.                                                     |
|     | 18.     | bérház                                                    | 1910 k.        |         | premodern              | |
|     | 20.     | üres telek                                                |                |         |                        | Korábban egyemeletes kis régi lakóház állt a telken (épült 1890 k.), amelyet a Google kamera felvétele szerint 2019/2022 táján bontottak el.                                                            |

## 21-28.
| Kép | Házszám | Név                                                  | Építés ideje      | Tervező         | Stílus                 | Megjegyzés |
| --- | ------- | ---------------------------------------------------- | ----------------- | --------------- | ---------------------- | --- |
|     | 22-24.  | üres telek                                           |                   |                 |                        | Korábban kétemeletes, hosszú, régi, historizáló stílusú lakóház állt a telken (Medek J. Vince, 1886–1888). Felvételek az épületről: . Az épületet 2019/2022-ben elbontották. |
|     | 26.     | Paulheim-bérház (díszeitől megfosztott homlokzattal) | 1886–1887         | Paulheim József | historizáló–eklektikus | |
|     | 28.     | bérház (díszeitől megfosztott homlokzattal)          | 1890 k. / 1895 k. |                 | historizáló–eklektikus | A páros oldal utolsó épülete. |